# Le Sbattute
Le Sbattute o Cumbriziun’ sono un dolce tipico dell'Abruzzo e fanno parte dei Prodotti agroalimentari tradizionali abruzzesi.